# Base Amundsen-Scott

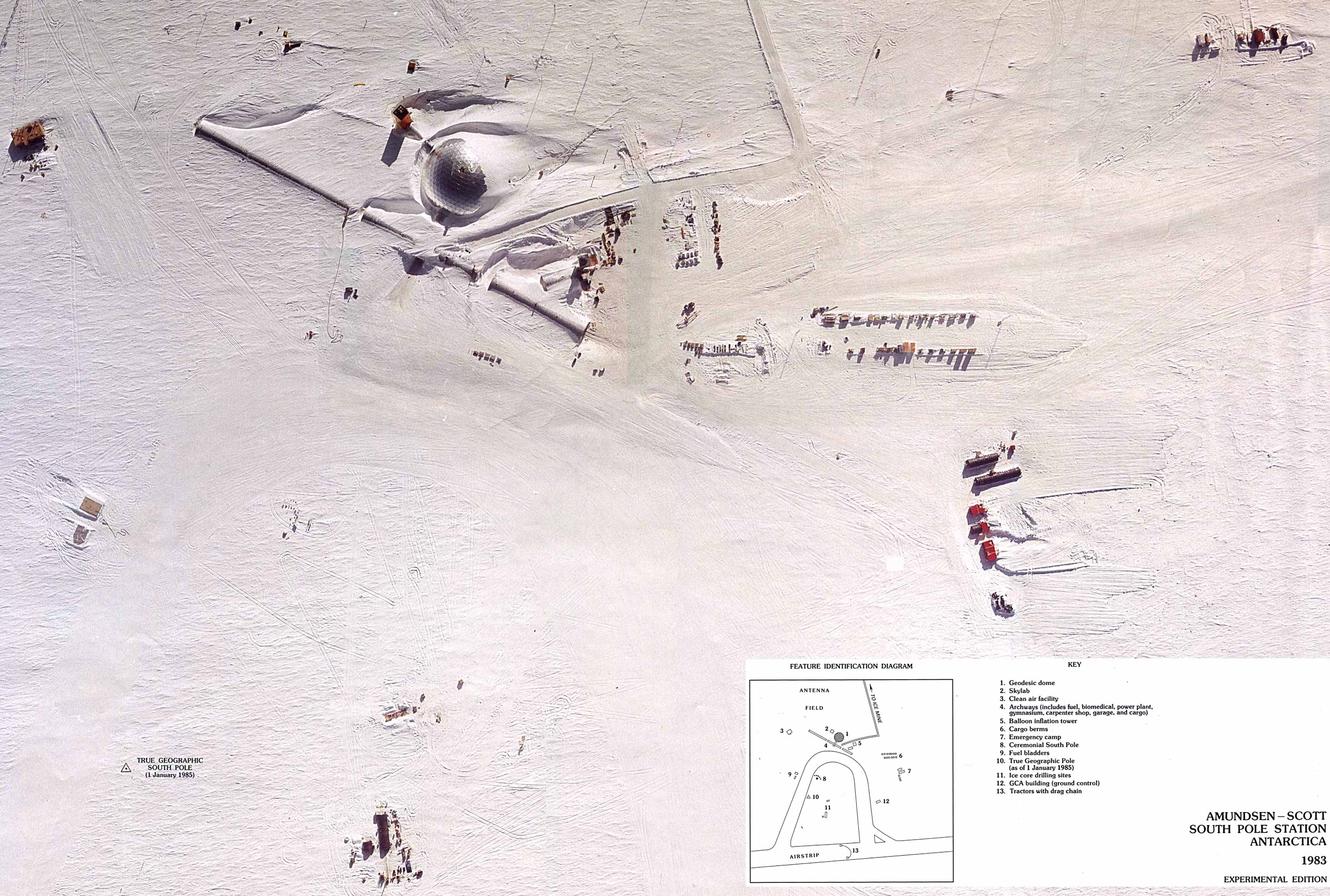
Vista aérea de la Base Amundsen-Scott tomada hacia 1983.

La base Amundsen-Scott es una estación de Estados Unidos que se encuentra prácticamente en el polo sur geográfico. Es el lugar más meridional del planeta. Está habitado de manera permanente. Su nombre honra a Roald Amundsen y a Robert F. Scott, los primeros que alcanzaron el polo sur en 1911 y 1912, respectivamente. La base cuenta con un aeropuerto denominado Aeródromo Jack F. Paulus con una pista de 3658 m de longitud, que entre octubre y febrero de cada año recibe varios vuelos diarios de aviones equipados con esquíes desde la base McMurdo para el transporte de suministros, operación colectivamente denominada Deep Freeze.

## Historia

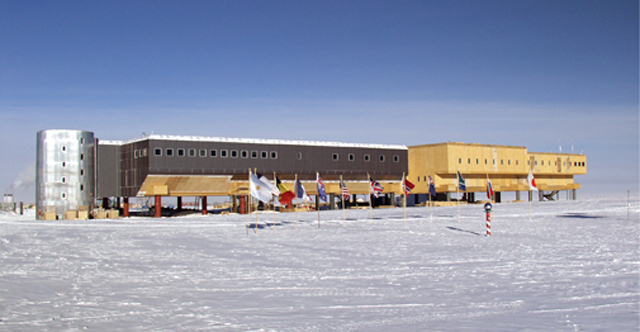
Estación Amundsen-Scott, enero de 2006.

Esta base se construyó en noviembre de 1956 para servir de apoyo al Año Geofísico Internacional en 1957, y ha permanecido ocupada de manera continuada desde entonces. Actualmente se sitúa a unos 100 m del polo sur geográfico, ya que, debido a que se encuentra sobre un glaciar, las instalaciones se desplazan respecto del Polo Sur Geográfico a razón de unos 10 m por año. Aunque los Estados Unidos han mantenido continuamente una instalación en el Polo Sur desde 1957, el amarradero central, la galera y las unidades de comunicación han sido construidos y reposicionados varias veces. Todas las instalaciones que contienen estas unidades centrales han sido denominadas siempre Amundsen-Scott South Pole Station (estación del polo sur "Amundsen-Scott").
El 6 de enero de 1962, se realizó el Primer vuelo argentino al Polo Sur con dos aeronaves Douglas DC-3 de la Aviación Naval Argentina que lograron completar el primer aterrizaje de unidades aéreas argentinas . El operativo fue comandado por el Capitán de Fragata Hermes Quijada y formaron parte de la dotación de las dos aeronaves los Capitanes de Fragata Pedro Margalot y Rafael Checchi; los Tenientes de Navío Jorge Pittaluga, Miguel Grondona, Héctor Martini, Enrique Dionisi y José Pérez; el Suboficial Primero Edmundo Franzoni; el Suboficial Segundo Ricardo Rodríguez; el Cabo Principal Elías Gabino y el Cabo Primero Raúl Ibasca. El piloto de uno de los aviones era el mismo Quijada y del otro el Teniente Pittaluga. 
El “Primer Vuelo Transpolar Transcontinental”, al mando del Vicecomodoro Mario Luis OLEZZA, se realizó en noviembre de 1965 por un avión bimotor Douglas C-47, matrícula TA-05, denominado “El Montañés” que junto a los Beaver P-05 y P-06, el día 3 de noviembre de 1965 partieron de la Base Belgrano arribando al Polo Sur, después de nueve horas de vuelo.Los tripulantes del avión Douglas C-47 TA-05 fueron los entonces Comandante Mario Luis OLEZZA, Capitán Carlos Felipe BLOOMER REEVE, Primer Teniente Roberto TRIBIANI, Suboficial Principal Guillermo Héctor HAEUSSER, Suboficial Ayudante Miguel Amado ACOSTA, Suboficial Ayudante Juan Carlos RIVERO, Cabo Primero Gerardo MATEOS, Sargento Ayudante (EA) Julio Germán MUÑOZ. Los tripulantes del avión Beaver P-05 fueron los entonces Primer Teniente Eduardo FONTAINE, Suboficial Principal Juan Carlos NASONI. Los tripulantes del avión Beaver P-06 fueron los entonces Capitán Jorge R. MUÑOZ, Primer Teniente Alfredo Abelardo CANO. 
En verano de 1965, el 10 de diciembre, un grupo-patrulla de aproximadamente 10 hombres argentinos arribaron a pie a la base en la llamada Operación 90, siendo la primera vez en que argentinos llegan al polo sur por tierra. Recorrieron miles de kilómetros y el líder de esta operación fue el coronel Jorge Edgar Leal.
Actualmente esta base aún sigue en operaciones.

## Características
La acumulación de nieve es de unos 60-80 mm equivalentes de agua por año. La estación está a una altitud de 2835 m s. n. m. sobre la monótona capa de hielo antártico de unos 2850 m de espesor. La temperatura registrada ha variado entre -13,6 °C y -82,8 °C. La media anual es de -49 °C; la media mensual varía desde los -28 °C en diciembre, a los -60 °C en julio. El promedio de la velocidad del viento es de 5,5 m/s; la mayor ráfaga registrada fue de 27 m/s (96 km/h). El sol sale en el equinoccio de primavera (21 de septiembre) y permanece sobre el horizonte durante seis meses, alcanzando su mayor altura en el solsticio de verano (21 de diciembre) para luego ocultarse en el equinoccio de otoño (21 de marzo) y permanecer bajo el horizonte otros seis meses. No hay brillo crepuscular alguno entre finales de mayo y finales de julio.

## Edificios de la base

### Base original (1957-1975)

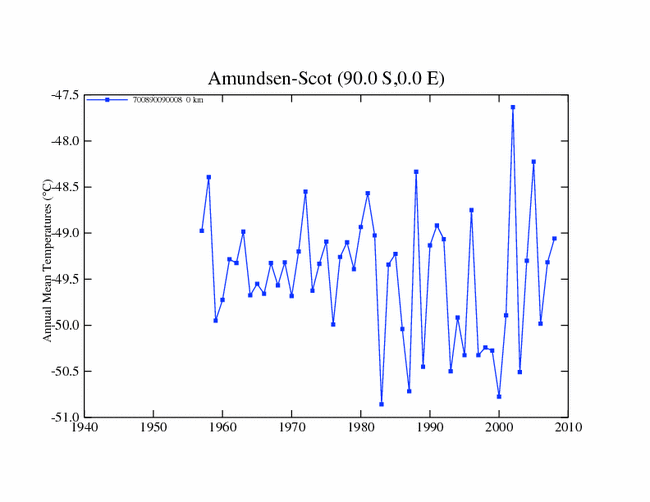
Temperatura media anual del aire registrada en la estación meteorológica de la base entre 1957 y 2009 (fuente NASA).

La Base del Polo Sur original, ahora llamada "Vieja Base", fue construida por un equipo de 18 hombres de la Marina de los Estados Unidos durante los años 1956 y 1957. El equipo arribó al sitio en octubre de 1956 y fue el primer grupo en pasar el invierno en el Polo Sur, en el año 1957.
Como las condiciones climáticas del invierno del Polo Sur nunca habían sido medidas, la estación fue construida parcialmente bajo tierra para protegerla de las peores condiciones climáticas imaginables. La temperatura más baja registrada durante 1957 fue de -74 °C. Esas temperaturas, combinadas con la baja humedad y la baja presión atmosférica, sólo se pueden soportar con protección adecuada.
Como ocurre con todas las estructuras del Polo Sur, la instalación de la base original provocó la acumulación de nieve arrastrada por el viento alrededor de la base. Esta acumulación de nieve hizo que la estructura fuera quedando cada vez más enterrada en la nieve, a razón de unos 1,2 m de nieve por año. Esa estación original, abandonada desde 1975, está ahora profundamente sepultada, y la presión ha hecho que el techo (en su mayor parte de madera) se haya hundido. El lugar es por tanto un área peligrosa y queda fuera del área accesible a las visitas.[cita requerida]
El 3 de enero de 1958, el neozelandés Edmund Hillary, que participaba en la Expedición Trans-Antártica de la Commonwealth, alcanzó por tierra el polo sur partiendo de la «base Scott», en bahía de las Ballenas, en el mar de Ross. Unos días más tarde llegó el director de la expedición, el científico británico Vivian Fuchs, que llegaba desde la «base Shackleton», cerca de la bahía de Vahsel en el mar de Weddell. Fuchs luego continuó hasta la «base Scott», siguiendo la ruta que había realizado Hillary, completando así la primera travesía de la Antártida a través del Polo Sur.

### Cúpula (1975-2003)

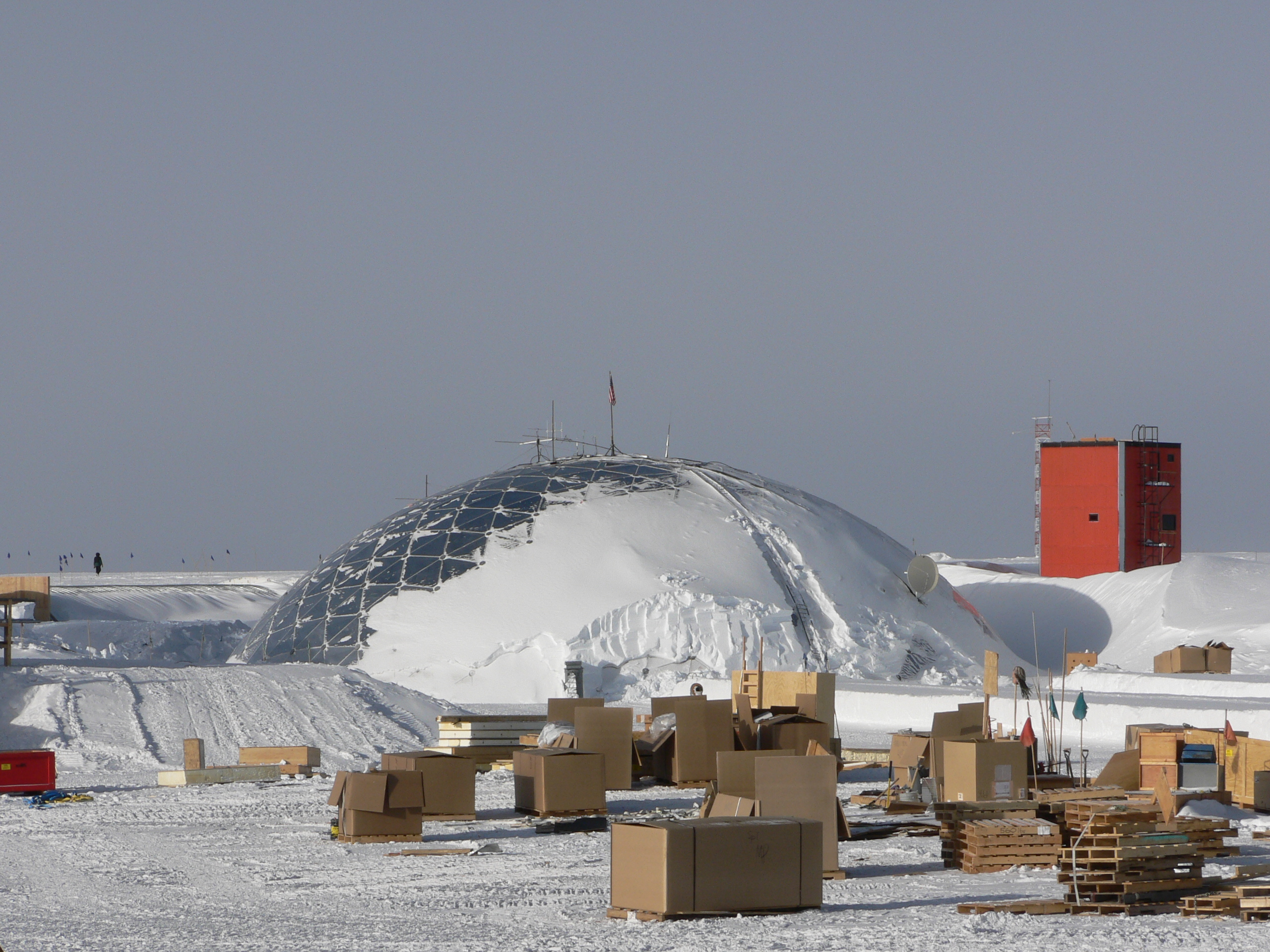
Cúpula geodésica.

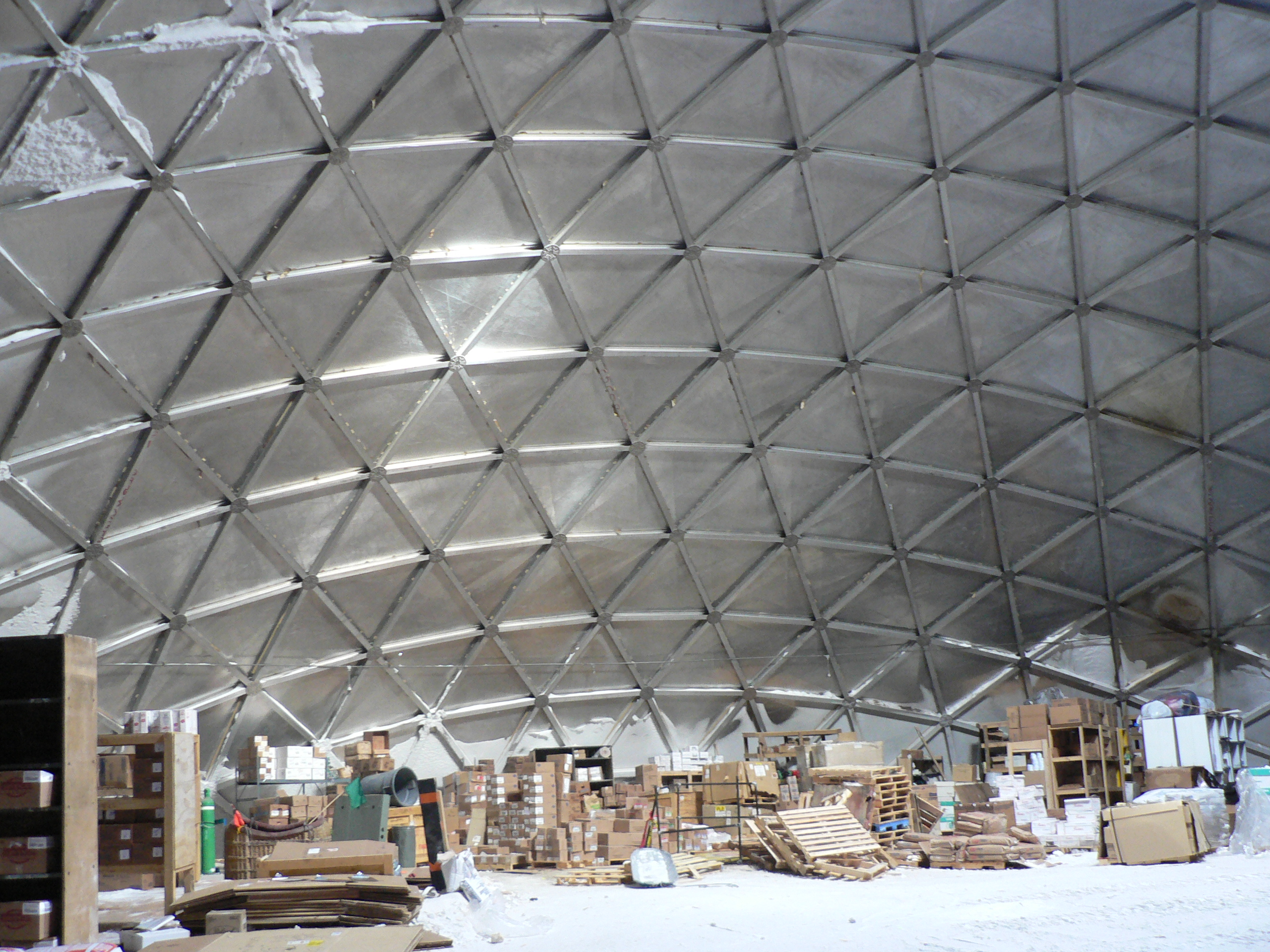
Interior de la cúpula.

La estación fue reubicada y reconstruida en 1975 con la forma de una cúpula geodésica de 50 m de diámetro de ancho por 16 de alto, con un arco de entrada de 14 m × 24 m en acero, construcciones modulares, cámaras de aire con combustible y equipamiento. Se desmontaron edificaciones sin los instrumentos de la cúpula central para controlar la más alta y la más baja atmósfera y para numerosos y complejos proyectos de astronomía y astrofísica.
La base también incluye el «skylab», un bloque con forma de torre ligeramente más alto que la cúpula y accesible por túnel. El «skylab» albergó el equipamiento de un sensor atmosférico y, más tarde, una sala de música.
Durante los veranos de 1970 a 1974 los trabajadores de la construcción de la cúpula estaban alojados en tiendas de la guerra de Corea, o «jamesways». Dichas tiendas están formadas por una estructura de madera, con una cubierta revestida de lona. Cada una posee una doble puerta en sus extremos. Aunque las tiendas tenían calefacción, la energía calorífica no era suficiente para mantenerlas a una temperatura razonable durante el invierno. Después de quemar varios «jamesways» durante el verano de 1976, la construcción del campamento fue abandonada y más tarde suprimida.
Sin embargo, desde el verano de 1981, personal extratemporal ha estado alojado en un grupo de «jamesways» conocidos como «campamento de verano». Inicialmente este grupo consistía en sólo dos «jamesways», pero el campamento de verano tiene ahora 11 camarotes en los que residen 10 personas en cada uno, con 2 tiendas para usos recreativos y habitaciones para baño y gimnasio. Además, se añadieron en los años 1990 un buen número de estructuras científicas y camarotes, tales como los hypertats y habitaciones elevadas, normalmente para astronomía y astrofísica.
Durante el periodo en el cual la cúpula sirvió de base principal, tuvieron lugar varios cambios en la estación estadounidense "Polo Sur". De los años 1990 en adelante, los astrofísicos llevaron a cabo una investigación aprovechando unas condiciones atmosféricas favorables y empezaron a producir importantes resultados científicos. Tales experimentos incluían a los telescopios Python, Viper y DASI, además del planificado South Pole Telescope. El experimento AMANDA/IceCube hizo uso de una placa de hielo dos mil veces más gruesa para detectar neutrinos que han pasado a través de la Tierra. La importancia de esos proyectos cambió la prioridad en las operaciones de la estación, incrementando el estado del cargo de los científicos y el personal.

### Base elevada (2003-presente)

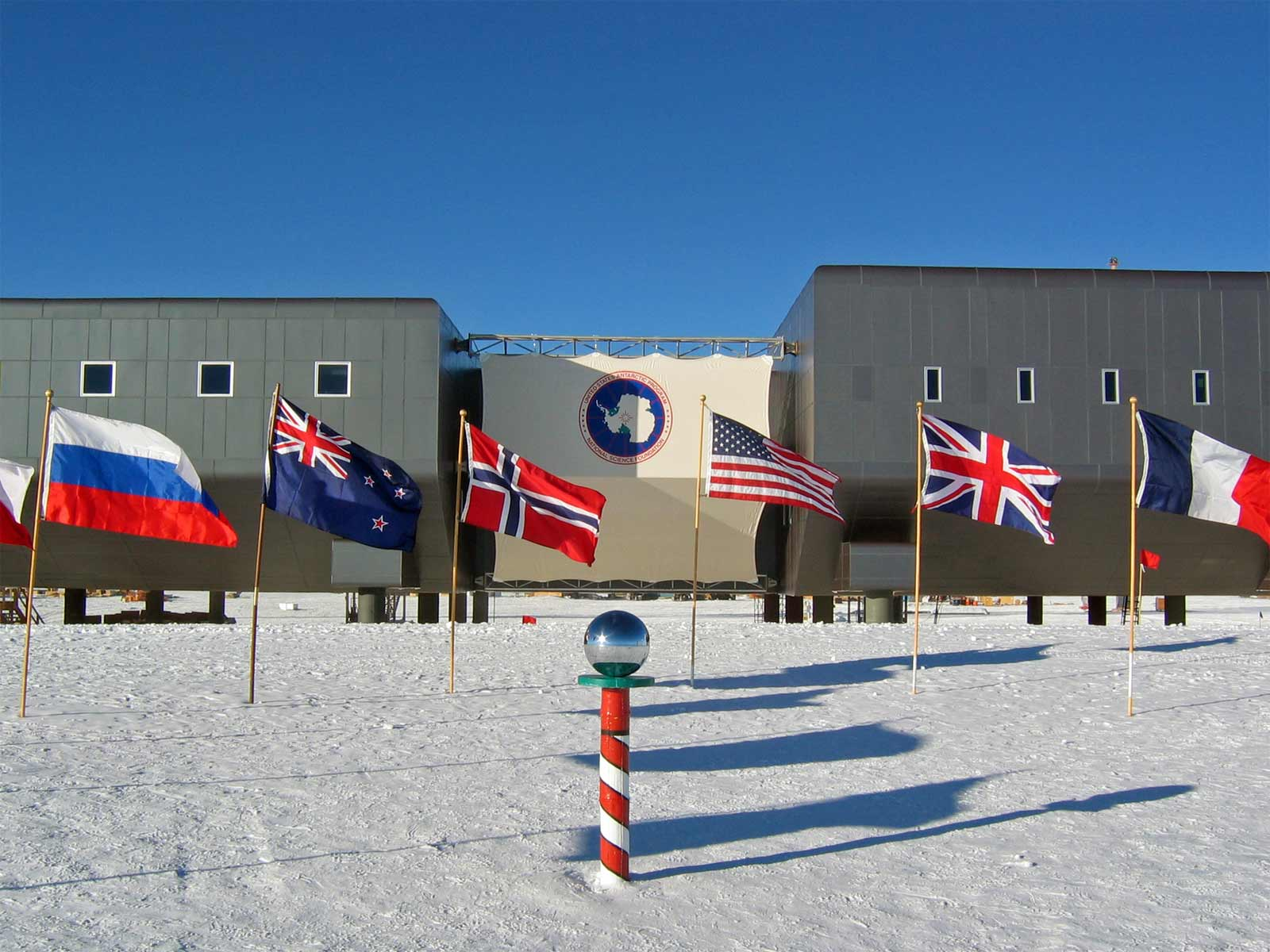
Banderas de los firmantes originales del Tratado Antártico y la señal que indica el llamado Polo Sur Geográfico Ceremonial.

El diseño del edificio comenzó en 1992 y fue realizado por Ferraro Choi & Associates. Se trata de un edificio de dos plantas con una superficie total de 7400 m² y con un costo de 150 millones de dólares.
Las instalaciones fueron finalizadas e inauguradas oficialmente el 12 de enero de 2008 con una ceremonia que incluyó el cierre definitivo del edificio "Cúpula". A la ceremonia asistieron autoridades que volaron a la base especialmente para la ocasión, entre ellas la directora de la National Science Foundation Arden Bement y la científica Susan Salomón.
La construcción de una nueva estación, junto a la vieja cúpula, se inició en 1999. Esta nueva construcción se caracteriza por estar elevada y tener altura ajustable (con el fin de impedir que la estación sea enterrada por la acumulación de nieve) y tener diseño modular (lo que permite aumentar la población que puede ser alojada).
Las paredes del edificio tienen ángulos inclinados que aumentan la velocidad del viento, disminuyendo de esta manera la acumulación de nieve, para evitar que sea enterrado rápidamente. Adicionalmente, y teniendo en cuenta que la nieve se acumula cerca del edificio, la instalación fue diseñada para poder ser alzada con gatos hidráulicos, por lo que las columnas sustentoras del edificio principal son exteriores y pueden ser alargadas.

#### Actividad

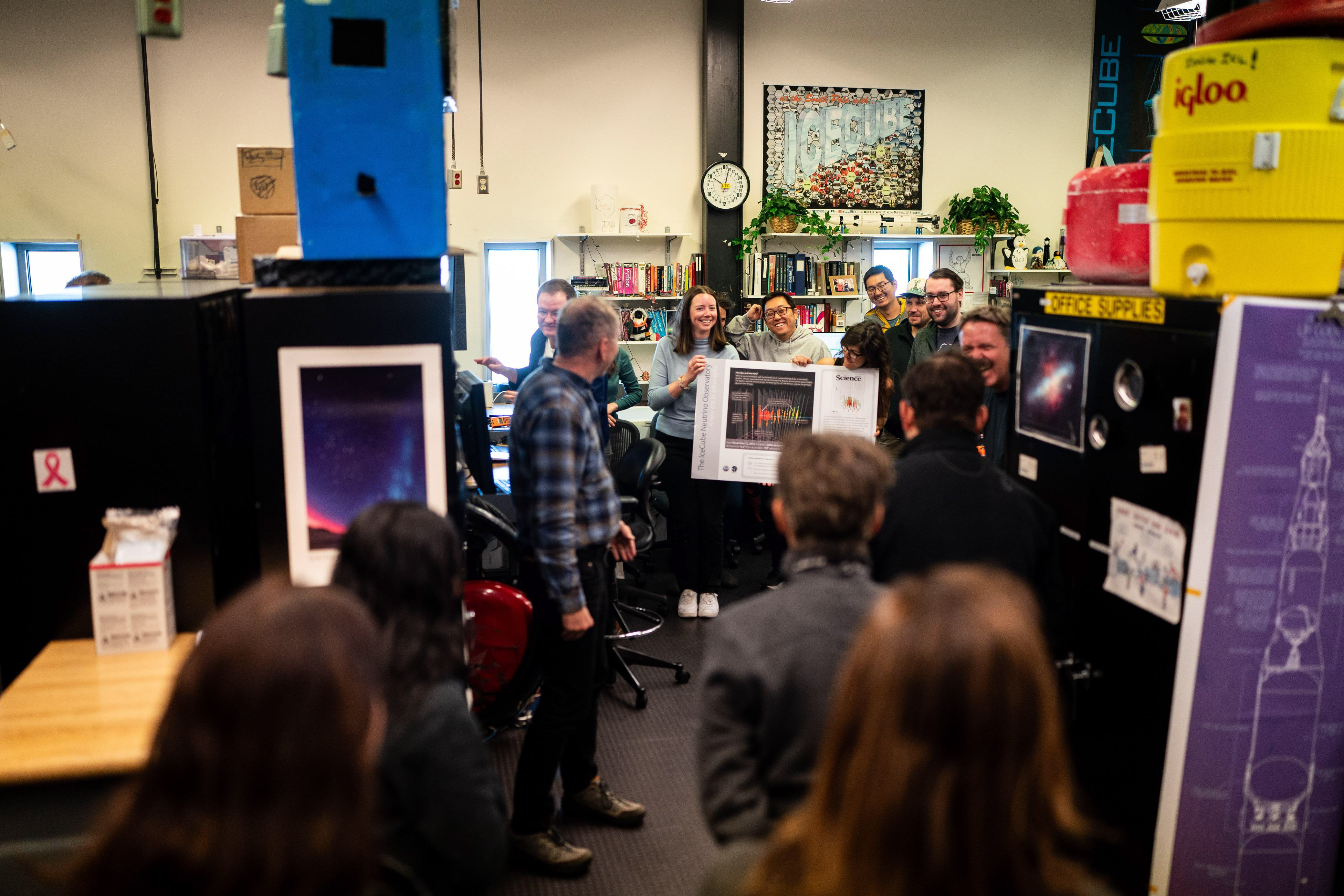
Visita del presidente de Chile Gabriel Boric a la base Amundsen-Scott en enero de 2025

Durante el verano austral, la población de la base llega a ser de aproximadamente 200 personas. La mayoría del personal se retira en febrero, quedando solo algunas decenas durante el invierno austral. Los que permanecen son en su mayoría personal de apoyo y algunos científicos que se encargan de mantener la base operativa durante la noche antártica. El personal de invierno queda aislado desde mediados de febrero hasta finales de octubre.
Las investigaciones que se realizan en la base incluyen glaciología, geofísica, meteorología, física de la atmósfera superior, astronomía, astrofísica, y estudios biomédicos.
La base cuenta con un pequeño invernadero en el cual se cultivan algunas verduras mediante hidroponía, siendo esta la única fuente de verduras frescas durante el invierno austral.

## Clima
| Parámetros climáticos promedio de Polo Sur | Parámetros climáticos promedio de Polo Sur | Parámetros climáticos promedio de Polo Sur | Parámetros climáticos promedio de Polo Sur | Parámetros climáticos promedio de Polo Sur | Parámetros climáticos promedio de Polo Sur | Parámetros climáticos promedio de Polo Sur | Parámetros climáticos promedio de Polo Sur | Parámetros climáticos promedio de Polo Sur | Parámetros climáticos promedio de Polo Sur | Parámetros climáticos promedio de Polo Sur | Parámetros climáticos promedio de Polo Sur | Parámetros climáticos promedio de Polo Sur | Parámetros climáticos promedio de Polo Sur |
| Mes                                        | Ene.                                       | Feb.                                       | Mar.                                       | Abr.                                       | May.                                       | Jun.                                       | Jul.                                       | Ago.                                       | Sep.                                       | Oct.                                       | Nov.                                       | Dic.                                       | Anual                                      |
| ------------------------------------------ | ------------------------------------------ | ------------------------------------------ | ------------------------------------------ | ------------------------------------------ | ------------------------------------------ | ------------------------------------------ | ------------------------------------------ | ------------------------------------------ | ------------------------------------------ | ------------------------------------------ | ------------------------------------------ | ------------------------------------------ | ------------------------------------------ |
| Temp. máx. abs. (°C)                       | -25                                        | -27                                        | -32                                        | -35                                        | -38                                        | -37                                        | -39                                        | -32                                        | -29                                        | -29                                        | -18                                        | -22                                        | -20                                        |
| Temp. máx. media (°C)                      | -25.9                                      | -38.1                                      | -50.3                                      | -54.2                                      | -53.9                                      | -54.4                                      | -55.9                                      | -55.6                                      | -55.1                                      | -48.4                                      | -36.9                                      | -26.5                                      | -46.3                                      |
| Temp. mín. media (°C)                      | -29.4                                      | -42.7                                      | -57.0                                      | -61.2                                      | -61.7                                      | -61.2                                      | -62.8                                      | -62.5                                      | -62.4                                      | -53.8                                      | -40.4                                      | -29.3                                      | -52.0                                      |
| Temp. mín. abs. (°C)                       | -41                                        | -57                                        | -71                                        | -73                                        | -78                                        | -80                                        | -82                                        | -77                                        | -79                                        | -71                                        | -55                                        | -38                                        | -82.8                                      |
| Horas de sol                               | 558                                        | 480                                        | 217                                        | 0                                          | 0                                          | 0                                          | 0                                          | 0                                          | 60                                         | 434                                        | 600                                        | 589                                        | 2938                                       |
| Fuente n.º 1:                              |                                            |                                            |                                            |                                            |                                            |                                            |                                            |                                            |                                            |                                            |                                            |                                            |                                            |
| Fuente n.º 2: Cool Antarctica              |                                            |                                            |                                            |                                            |                                            |                                            |                                            |                                            |                                            |                                            |                                            |                                            |                                            |

## Sitios y monumentos históricos
El asta de bandera plantada en diciembre de 1965 en el polo sur geográfico por los expedicionarios de la Operación 90, la primera expedición polar de Argentina por vía terrestre, fue designada Sitio y Monumento Histórico de la Antártida n.º 1 bajo el Tratado Antártico, y conservada por la base.
La tienda de campaña de Amundsen erigida a 90ºS por el grupo de exploradores noruegos encabezados por Roald Amundsen a su llegada al polo sur el 14 de diciembre de 1911, que está actualmente sepultada en la nieve y el hielo en las inmediaciones del polo sur, fue designada Sitio y Monumento Histórico de la Antártida n.º 80.